# Plan operacji
Plan operacji (ang. OPLAN) – wojskowy plan operacji (przed II Wojną Światową znany jako plan wojenny) jest oficjalnym planem sił zbrojnych, jego organizacji wojskowych i jednostek, przeprowadzenia operacji wojskowych, opracowany przez dowódców operacyjnych w celu wykonania zadania przed lub w czasie konfliktu zbrojnego. Plany operacji są w większości zgodne z wojskową doktryną zaangażowanych w nie kampanii i  zgodne z wymaganiami ustalonymi przez Kolegium Szefów Połączonych Sztabów w strukturach NATO.  
Plany operacyjne przygotowywane są w formacie pełnym lub koncepcji. 
Plan operacji w formacie kompletnym to (OPLAN) jest planem działania dla prowadzenia wspólnych działań operacyjnych, które mogą być wykorzystane jako podstawa dla rozwoju OPORD. 
Kompletne plany obejmują fazy np.: zatrudnienia personelu i wdrażania w stosownych przypadkach. 
Plan operacji w formacie koncepcji (CONPLAN) jest to plan działania w skróconej formie (koncepcyjnej), co wymagałoby znacznego rozszerzenia lub zmiany do przekształcenia go w OPLAN lub OPORD.
Ogólne kryteria do zatwierdzenia planu działania dotyczą: odpowiedniości, wykonalności, dopuszczalności i zgodności z wspólną doktryną. Połączenie kryteriów wykonalności i akceptacji, tj.: 
- Przegląd zapewnia misji może być wykonany z dostępnych zasobów i bez ponoszenia nadmiernych strat w personelu, sprzętu, materiałów, czasu, czy stanowiska.
- Przegląd adekwatności planu operacji określa, czy zakres i koncepcję planowanej operacji spełniają wielozadaniowych i realizacji misji.
- Przegląd ocenia zasadność założeń i zgodnie z wytycznymi CJCS i doktryny wspólne sojuszników.
- Przegląd studium wykonalności określa, czy przydzielone zadania można wykonać przy użyciu dostępnych środków w ramach czasowych przewidzianych przez plan.

Główne rozważania to, czy zaplecza do planowania JSCP i dokumentów planowania służbowego skutecznie wykorzystywane lub są niewystarczające, aby sprostać wymogom planu.
Przegląd akceptacji zapewnia planom, że są proporcjonalne i posiadają przybliżoną wartość przewidywanych kosztów operacji. Ponadto, w tym kryteria zapewniają czy plany są zgodne z prawem krajowym i międzynarodowym, w tym prawa wojennego i militarnie oraz politycznie poparcie.
OPLAN oznacza pełny rozwój koncepcji operacji głównodowodzącego (CINC) pod wspólnym dowództwem. Określa ona siły i środki oraz wsparcie potrzebne do wykonania planu i harmonogram transportu wojsk, wymagane do przejścia tych zasobów w strefie działań. 
Przy opracowywaniu planu, CINC i usług części sztabów opracowania szczegółowej przepływu środków do teatru do wsparcia zatwierdzonych koncepcji OPLAN.